# Alonso Aceves
Daniel Alonso Aceves Patiño (Huixquilucan, Estado de México, México; 28 de marzo de 2001) es un futbolista mexicano. Juega como lateral izquierdo y su actual equipo es el Club de Fútbol Pachuca de la Liga MX mexicana.

## Trayectoria

### Club de Fútbol Pachuca
Daniel Alonso Aceves es un futbolista formado en el conjunto del estado de Hidalgo, defendiendo su elástica en las fuerzas básicas hasta llegar al primer equipo en 2020, con el que debutó profesionalmente el día 7 de noviembre de 2020, de la mano del técnico Paulo Pezzolano, en la derrota 0-1 de los tuzos ante el Club Necaxa.

#### Cesión al Real Oviedo
El 17 de julio de 2022, se marchó cedido al Real Oviedo de la Segunda División de España, hasta el final de la temporada 2022-23.Aunque el 3 de enero de 2023 el Real Oviedo comunica el término de la cesión

### Internacional
Aceves es un habitual en las categorías inferiores de la Selección de fútbol de México.

### Estadísticas
Actualizado al último partido jugado el 29 de octubre de 2022.
| Club                   | Div.          | Temporada     | Liga (1) | Liga (1) | Liga (1) | Copas nacionales(2) | Copas nacionales(2) | Copas nacionales(2) | Copas internacionales(3) | Copas internacionales(3) | Copas internacionales(3) | Total | Total | Total  | Media goleadora |
| Club                   | Div.          | Temporada     | Part.    | Goles    | Asist.   | Part.               | Goles               | Asist.              | Part.                    | Goles                    | Asist.                   | Part. | Goles | Asist. | Media goleadora |
| ---------------------- | ------------- | ------------- | -------- | -------- | -------- | ------------------- | ------------------- | ------------------- | ------------------------ | ------------------------ | ------------------------ | ----- | ----- | ------ | --------------- |
| C. F. Pachuca · México | 1.ª           | 2020-21       | 1        | 0        | 1        | —                   | —                   | —                   | —                        | —                        | —                        | 1     | 0     | 0      | 0.0             |
| C. F. Pachuca · México | 1.ª           | 2021-22       | 22       | 0        | 1        | —                   | —                   | —                   | —                        | —                        | —                        | 22    | 0     | 1      | 0.00            |
| C. F. Pachuca · México | Total club    | Total club    | 23       | 0        | 1        | —                   | —                   | —                   | —                        | —                        | —                        | 23    | 0     | 1      | 0.0             |
| Real Oviedo · España   | 2.ª           | 2022-23       | 10       | 0        | 0        | 1                   | 0                   | 0                   | —                        | —                        | —                        | 11    | 0     | 0      | 0.0             |
| Real Oviedo · España   | Total club    | Total club    | 10       | 0        | 0        | 1                   | 0                   | 0                   | 0                        | 0                        | 0                        | 11    | 0     | 0      | 0.0             |
| Total carrera          | Total carrera | Total carrera | 31       | 0        | 1        | —                   | —                   | —                   | —                        | —                        | —                        | 31    | 0     | 1      | 0.0             |